# Transports à Toulon
Les transports à Toulon regroupent l'ensemble des modes de mobilités praticables dans l'agglomération toulonnaise regroupés au sein de la Communauté d'agglomération Toulon Provence Méditerranée.
Cette agglomération, de par sa topographie, sa densité de population, et des politiques du tout-automobile depuis près d'un siècle, souffre d'un déficit chronique en infrastructures de transports, générant d'importants problèmes de circulation. Les déplacements quotidiens à Toulon sont donc très difficiles, en particulier en heure de pointe. Plus de cent mille véhicules entrent et sortent de la ville chaque jour, dont 58 600 empruntent le tunnel sous Toulon. La plupart des automobilistes effectuent des déplacements de proximité. 

## Réseau routier
Les autoroutes A 50 (ouest, vers Aubagne et Marseille) et A 57 (est, vers Hyères A 570 et Nice) constituent l'axe est-ouest principal de l'agglomération : elles pénètrent celle-ci jusqu'aux abords du centre de Toulon. Jusqu'aux années 2000, l'A57 était coupée en deux, obligeant les automobilistes à traverser la ville de Toulon, ce qui saturait les principaux axes de la ville. C'est pour pallier ce problème que la construction d'un tunnel autoroutier a été décidée en 1991. Toulon est également desservi par les anciennes nationales 8, 97, 98, 559 désormais départementalisées, et par un réseau serré de routes et voies secondaires (intercommunales ou communales), traditionnellement pourvues de trottoirs très étroits, souvent interrompus de poteaux, et des carrossables bosselés (ou creusés) par des décennies de travaux mal rebouchés et encombrés par le stationnement. Progressivement la municipalité en restaure et aménage des parties, les adaptant davantage aux piétons et même aux personnes à mobilité réduite (par exemple début 2013 la rue Lamalgue au Mourillon a été rénovée).

## Tunnel
Le tunnel de Toulon, long d'environ 2,5 kilomètres, est l'un des chantiers de ce type qui aura pris le plus de temps : les études ont commencé en 1967 et les premiers coups de pioche ont été donnés en 1991 pour ce tunnel qui devait désengorger Toulon, une des villes les plus embouteillées de France. Les travaux pour le premier tube dans le sens Nice-Marseille ont duré onze ans. Le 19 septembre 2002, le tube nord, comportant deux voies de circulation, s'ouvre à la circulation. Les travaux pour le tube sud (sens Marseille-Nice) ont pris fin en 2014. Ce tube devait ouvrir à fin 2011 mais l'ouverture est retardée à courant 2012. A mi-2010, la date d'ouverture du second tube est à nouveau reportée et celui-ci n'ouvrira pas avant le 18 mars 2014, au lieu de l'année 2011 initialement prévue .Le percement s'effectue par un tunnelier de 130 m d'envergure avançant de 1,5 mètre par jour. Il se sera donc écoulé plus de 45 ans entre le début des études et la fin de ce projet, et plus de 20 ans pour la réalisation des travaux. Le coût du premier tube est-ouest a été de 350 millions d'euros. Celui du second, initialement estimé à 300 millions d'euros dont 22.5% financés par le Conseil Général, a coûté 445 millions d'euros (dépassement de 48%) d'après Var Matin du 06/02/2014. Le tunnel dans le sens Marseille-Nice ouvre finalement au public le 19 mars 2014. La sortie est du tunnel étant prioritaire, les bretelles d'accès à l'autoroute dans Toulon-Est ont été dotées de feux tricolores et peuvent être très encombrées en heure de pointe.

## Transports en commun
Depuis 2010, Toulon dispose d'un réseau de transports moderne : bus rénovés, les bus de la ligne 9 sont maintenant totalement hybrides et toutes les lignes maritimes et terrestres sont désormais équipés du système SAE. Ce réseau reste néanmoins surtout emprunté par les jeunes et les personnes âgées, la majorité des habitants préférant toujours l'automobile individuelle. Le réseau routier est ainsi souvent saturé. Afin de rendre les transports en commun toulonnais plus ergonomiques et efficaces, un projet de tramway conçu par la Communauté d'Agglomération devait relier d'est en ouest La Garde (Var) à La Seyne-sur-Mer dans une première étape, puis Saint Mandrier au Pradet en un second temps. Un projet de BHNS a remplacé celui du tram. En 2022, aucuns travaux en vue de doter Toulon d'un moyen de transport en site propre n'ont débuté.

## Réseau cyclable

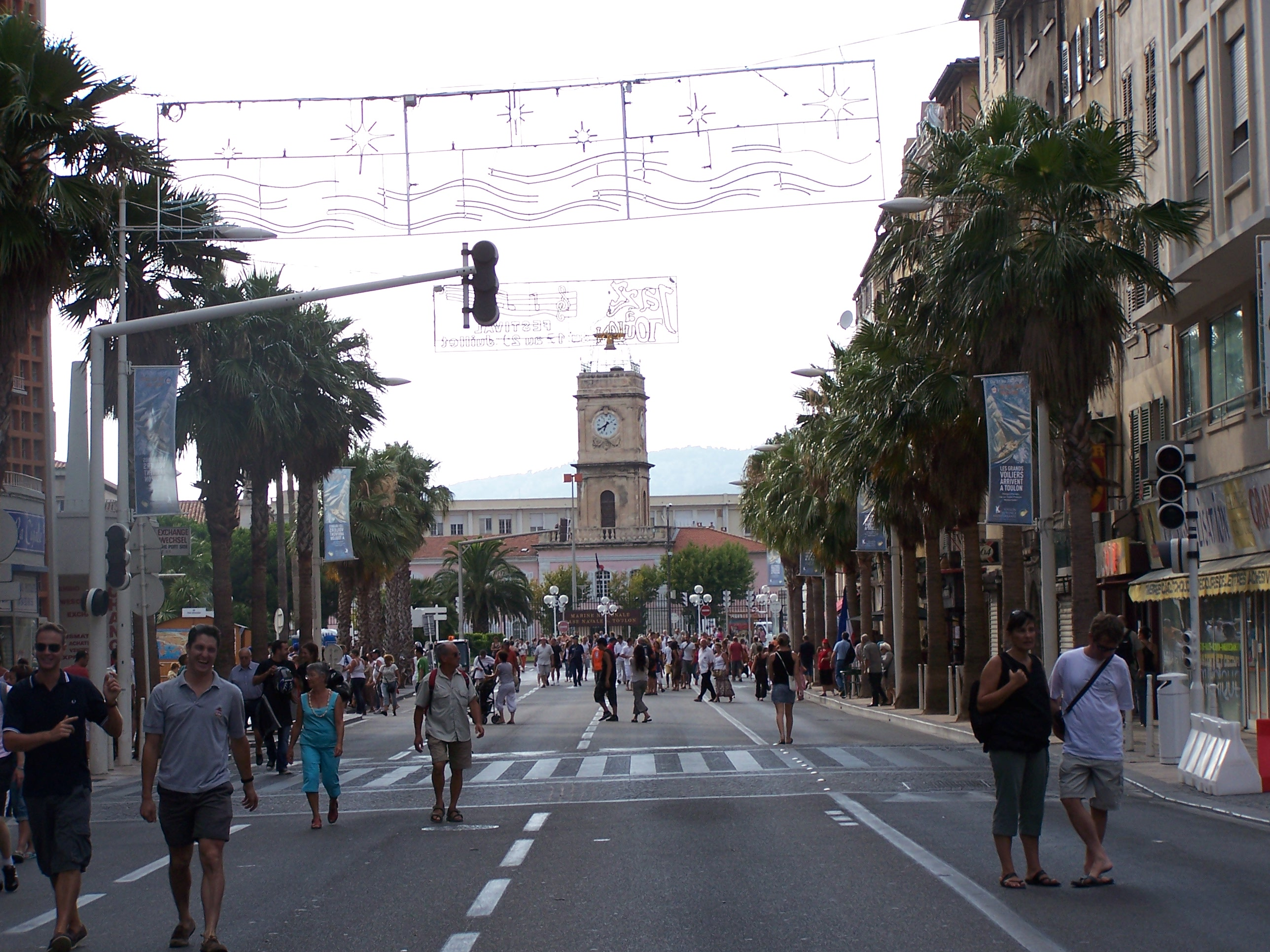
L'avenue de la République (au fond l'arsenal) lors d'une "Journée sans voitures".

Toulon dispose d'un réseau cyclable qui emprunte les avenues les moins engorgées par les automobiles, où il est possible de faire place aux bandes sécurisées pour cyclistes. Toulon ne possède pas encore de traversée continue sur son axe est-ouest et souffre d'un réseau cyclable peu développé. Chaque jour quelques centaines de personnes empruntent ce réseau cyclable, mais dans le centre-ville, les cyclistes doivent circuler parmi les voitures. Ils peuvent cependant emprunter la voie de bus sur le boulevard de Strasbourg, artère principale de la ville. Seuls les plus sportifs s'y risquent (pour beaucoup, des militaires travaillant à l'arsenal) et comme de nombreuses entreprises disposent de vastes parkings (y compris dans l'arsenal) la plupart des travailleurs préfèrent l'automobile. 
Depuis la suppression en 1948 du train à voie métrique surnommé macaron ou Train des Pignes, qui reliait Toulon à Hyères et Saint-Tropez, une piste cyclable du littoral relie les plages de l'Almanarre, à Hyères à la sortie est de Toulon. À la sortie ouest de la ville, une autre piste mène désormais vers les quartiers ouest de Lagoubran.
Lors de l’assemblée générale du 25 avril 2009, la FUBicy a attribué son Clou rouillé à la ville de Toulon pour la timidité de sa politique cyclable.

## Transports aériens
Toulon ne dispose pas, sur le territoire communal, de son propre aéroport. L'aéroport desservant Toulon est l'aéroport de Toulon-Hyères géré par la Vinci Airports qui est situé à une vingtaine de kilomètres à l'est de la ville, sur la commune de Hyères (c'est également une base de l'aéronavale de la Marine nationale). En 2019, outre les deux aéroports parisiens, 6 autres destinations métropolitaines sont desservies : Ajaccio, Bastia, Bordeaux, Brest, Lille, Nantes et Strasbourg. En Europe, excepté  Charleroi-Bruxelles-Sud, desservi toute l'année, quelques destinations sont desservies en saison : Anvers, Southampton, Rotterdam et Genève.   
L'aéroport de Toulon souffre de la proximité des plus importants aéroports de Marseille (90 kilomètres) et de Nice (137 kilomètres). Une navette effectue la liaison avec les gares routières de Hyères et de Toulon, en attendant la liaison directe par le train.
En 2018, l'aéroport a franchi le cap des 570 000 passagers, deuxième année de hausse consécutive due à l'ouverture de nouvelles liaisons. Mais n'a pas retrouvé ses plus hauts, ainsi en 2008 l'aéroport avait accueilli 629 412 passagers.

## Réseau maritime
La ville possède en son centre d'importantes installations portuaires. Le port de Toulon qui bénéficie d’une situation centrale et privilégiée en Méditerranée occidentale dispose d'une activité importante sur plusieurs sites. Géré par la Chambre de commerce et d'industrie du Var les activités commerciales se situent à l’intérieur d’une rade très protégée par la Marine nationale qui accueille de multiples activités tel que le commerce, la plaisance et la pêche.
Complétant le réseau de bus, Toulon dispose d'un réseau de navettes maritimes desservant rapidement certaines communes du bord de mer. Ce moyen de transport est très populaire, n'étant pas soumis aux conditions de circulation, les bateaux sont ponctuels (seules les conditions météorologiques peuvent retarder voire interrompre le trafic. A cet effet, Toulon dispose d'une gare maritime accessible par le quai Cronstadt qui permet aux voyageurs d'accéder aux communes de La Seyne et de Saint-Mandrier par le réseau Mistral. Des compagnies privés effectue des trajets vers l'île de Porquerolles à Hyères durant toute l'année.
Longtemps délaissée par les compagnies maritimes de navigation, Toulon est aujourd'hui le principal port à destination de la Corse, avec près de 1 million de passagers par an. Cet essor est la conséquence de l'arrivée, en 2001, de la compagnie Corsica Ferries qui relie à l'année la cité varoise à Bastia et Ajaccio.
En période estivale, des trajets vers Ile Rousse, en Balagna, sont proposés.

## Téléphérique
- Le téléphérique du mont Faron

## Trains grandes lignes et gare
La gare de Toulon est desservie par le TGV et par les TER de la région, ainsi que par quelques lignes SNCF classiques (notamment Bordeaux-Nice ou Metz ou Strasbourg-Nice).